# Robert Špehar
Robert Špehar (Osijek, 13 maggio 1970) è un allenatore di calcio ed ex calciatore croato, di ruolo attaccante.
Fu capocannoniere nella massima divisione belga nel 1997 e per due volte in quella croata nel 1995 e nel 2004.
Vanta 136 reti in 260 partite di campionato ad una media di 0,52 reti a partita. L'Osijek è la società che ha maggiormente rappresentato, siglando 55 reti in 96 presenze.

## Carriera

### Giocatore

#### Club
Il suo primo gol nella stagione 1997-1998 è realizzato all'Olympique Lione (0-3). In seguito realizza il definitivo 3-2 nella partita di Champions League contro la Juventus: la società italiana passa il turno grazie al 4-1 rifilato ai monegaschi nell'incontro d'andata.

### Allenatore
Il 11 gennaio 2022 prende le redini del Marsonia 1909 per poi, l'11 settembre seguente, venir sollevato dall'incarico.

## Statistiche

### Cronologia presenze e reti in nazionale
| Cronologia completa delle presenze e delle reti in nazionale ― Croazia | Cronologia completa delle presenze e delle reti in nazionale ― Croazia | Cronologia completa delle presenze e delle reti in nazionale ― Croazia | Cronologia completa delle presenze e delle reti in nazionale ― Croazia | Cronologia completa delle presenze e delle reti in nazionale ― Croazia | Cronologia completa delle presenze e delle reti in nazionale ― Croazia | Cronologia completa delle presenze e delle reti in nazionale ― Croazia | Cronologia completa delle presenze e delle reti in nazionale ― Croazia |
| Data                                                                   | Città                                                                  | In casa                                                                | Risultato                                                              | Ospiti                                                                 | Competizione                                                           | Reti                                                                   | Note                                                                   |
| ---------------------------------------------------------------------- | ---------------------------------------------------------------------- | ---------------------------------------------------------------------- | ---------------------------------------------------------------------- | ---------------------------------------------------------------------- | ---------------------------------------------------------------------- | ---------------------------------------------------------------------- | ---------------------------------------------------------------------- |
| 5-7-1992                                                               | Melbourne                                                              | Australia                                                              | 1 – 0                                                                  | Croazia                                                                | Amichevole                                                             | -                                                                      | 78’                                                                    |
| 8-7-1992                                                               | Adelaide                                                               | Australia                                                              | 3 – 1                                                                  | Croazia                                                                | Amichevole                                                             | -                                                                      | Ammonizione                                                            |
| 12-7-1992                                                              | Sydney                                                                 | Australia                                                              | 0 – 0                                                                  | Croazia                                                                | Amichevole                                                             | -                                                                      | 88’                                                                    |
| 22-10-1992                                                             | Zagabria                                                               | Croazia                                                                | 3 – 0                                                                  | Messico                                                                | Amichevole                                                             | -                                                                      | 69’                                                                    |
| 25-6-1993                                                              | Zagabria                                                               | Croazia                                                                | 3 – 1                                                                  | Ucraina                                                                | Amichevole                                                             | -                                                                      | 82’                                                                    |
| 26-3-1996                                                              | Varaždin                                                               | Croazia                                                                | 2 – 0                                                                  | Israele                                                                | Amichevole                                                             | -                                                                      | 46’                                                                    |
| 11-12-1996                                                             | Casablanca                                                             | Marocco                                                                | 2 – 2 (6 - 7 dtr)                                                      | Croazia                                                                | Trofeo di calcio Hassan II 1996 - Semifinale                           | -                                                                      | 81’                                                                    |
| 12-12-1996                                                             | Casablanca                                                             | Croazia                                                                | 1 – 1 (4 - 1 dtr)                                                      | Rep. Ceca                                                              | Trofeo di calcio Hassan II 1996 - Finale                               | -                                                                      | 83’                                                                    |
| Totale                                                                 |                                                                        | Presenze                                                               | 8                                                                      |                                                                        | Reti                                                                   | 0                                                                      |                                                                        |

## Palmarès

### Giocatore

#### Club
- Campionato belga: 1

Club Bruges: 1995-1996
- Coppa del Belgio: 1

Club Bruges: 1995-1996
- Coppa di Cipro: 1

Omonia: 2004-2005
- Campionato portoghese: 1

Sporting Lisbona: 2001-2002

#### Individuale
- Miglior calciatore del campionato croato: 1

1995
- Capocannoniere della Division I: 1

1996-1997 (26 gol)
- Capocannoniere del campionato croato: 2

1994-1995 (23 gol), 2003-2004 (18 gol)